# Филиппов, Фёдор Григорьевич
Фёдор Григорьевич Филиппов (27 апреля 1889 г. — 11 июля 1963 г.) — советский военный деятель, генерал-майор технических войск (4 июня 1940).

## Биография
Родился 27 апреля 1889 г. в г. Пенза. По национальности русский. В 1908 г. окончил Пензенскую учительскую семинарию (стипендиатом) и работал сначала учителем в начальном училище в г. Наровчат Пензенской губернии, затем в Пензе. В 1911 г. выдержал экстерном экзамен за курс гимназии и в августе поступил в Московский университет. В ноябре того же года ушел из университета и вновь поступил работать учителем в начальное училище в г. Чембар Пензенской губернии, затем с января 1912 г. был учителем в начальном училище в г. Городище.

### Первая мировая война
С 26 августа 1913 г. в Российской императорской армии, поступив юнкером в Чугуевское военное училище. С началом Первой мировой войны он был выпущен досрочно 1 октября 1914 г. в чине подпоручика и назначен младшим офицером в 177-й пехотный запасной батальон в г. Пенза. В январе 1915 г. убыл на Австрийский фронт, где воевал командиром роты в составе 312-го Васильковского пехотного полка 78-й пехотной дивизии. В мае 1915 г. был ранен и взят в плен. Содержался в лагерях военнопленных в Австрии до сентября 1918 г., затем по обмену военнопленными вернулся на родину. Работал чернорабочим в Орле, Туле, Брянске и Киеве.

### Гражданская война
С 13 марта 1919 г. добровольно вступил в РККА и проходил службу в Чигиринском уездном военкомате Киевской губернии, занимал должности инструктора всеобуча, заведующего агитации и пропаганды, командира караульного батальона. С августа 1919 г., после отступления от Чигирина, командовал батальоном в 1-м полку Киевской крепостной бригады, затем в 588-м стрелковом полку 60-й стрелковой дивизии. В составе 12-й армии Южного фронта участвовал в боях против войск генерала А. И. Деникина в районах городов Киев и Бахмач. В октябре 1919 г. зачислен слушателем Академии Генштаба РККА. Оттуда в августе 1920 г. направлен на Южный фронт в 42-ю стрелковую дивизию. В должностях младшего помощника начальника штаба дивизии и начальника штаба 126-й стрелковой бригады в составе 13-й армии Южного фронта принимал участие в боях против белогвардейских войск генерала П. Н. Врангеля в Северной Таврии и вооруженных формирований Н. И. Махно под Каховкой и в районе Гуляй-Поле. С января 1921 г. продолжил обучение в Академии Генштаба РККА. В период стажировки в Северо-Кавказском военном округе в июне — сентябре 1921 г. в должности помощника начальника штаба по оперативной части 6-й кавалерийской дивизии 1-й Конной армии участвовал в ликвидации мятежа кубанского казачества под командованием генерала М. А. Пржевальского. В октябре 1922 г. окончил академию и был назначен в 56-ю стрелковую дивизию Петроградского военного округа (г. Новгород). Здесь проходил службу командиром роты 166-го стрелкового полка, затем начальником оперативной части штаба дивизии.

### Межвоенный период
С октября 1923 по март 1924 г. находился на учёбе в Петроградской высшей школе летнабов, после её окончания назначен начальником части Командного управления РККА. В июне того же года по собственному желанию переведен в войска на должность начальника штаба 6-й стрелковой дивизии Московского военного округа в г. Орел. С октября 1927 г. в течение года командовал 57-м стрелковым полком 19-й стрелковой дивизии в г. Острогожск, затем вновь вернулся в 6-ю стрелковую дивизию на прежнюю должность. С мая 1929 г. командовал 9-м отдельным стрелковым территориальным полком в г. Тамбов. С октября 1929 г. занимал должность помощника военного атташе в Эстонии (г. Ревель) и Литве. В марте 1931 г. назначен командиром и комиссаром 127-го стрелкового полка 43-й стрелковой дивизии Белорусского военного округа в г. Себеж. С мая 1932 г. и. д. начальника штаба Управления военно-строительных работ № 34 этого же округа (УВСР-34) в г. Мозырь. С ноября 1935 по декабрь 1936 г. проходил обучение на военно-исторических курсах при Военной академии РККА им. М. В. Фрунзе, затем на военно-историческом факультете Академии Генштаба РККА. После её окончания последней в мае 1937 г. приказом Народного комиссариата обороны СССР ему были присвоены права окончившего Академию Генштаба РККА с обязательством сдать дипломную работу и он был назначен начальником Химических курсов усовершенствования командного состава РККА, которые с 1 октября 1938 года переименованы в Краснознаменные Курсы усовершенствования командного состава химической защиты РККА в г. Харьков с формированием Учебного отряда (штат № 17/832 от 1 октября 1938 года). Слушателей кадра — 450 человек, запаса — 250 человек.

### Великая Отечественная война
С началом Великой Отечественной войны в прежней должности. С 10 июля 1941 г. был назначен командиром 223-й стрелковой дивизии Харьковского военного округа, после её сформирования убыл с ней на Южный фронт. В начале августа он был отстранен от командования дивизией и отдан под суд. Приговором военного трибунала Южного фронта от 6 августа 1941 г. «за невыполнение боевого приказа и отход дивизии без приказа» он был осужден по статье 206.17, пункт 6 УК УССР на 10 лет исправительно-трудовых лагерей с отсрочкой исполнения наказания до окончания военных действий. Затем в сентябре назначен командиром 756-го стрелкового полка 150-й стрелковой дивизии 9-й армии Южного фронта. В этой должности отличился в Донбасской оборонительной операции 1941 г. С 26 октября 1941 по 7 мая 1942 г. и. д. командира 51-й стрелковой дивизии, входившей в состав 9-й армии Южного фронта. Командующий армией генерал-майор Ф. М. Харитонов в служебной характеристике на него от 30 января 1942 г. отмечал: «Командуя полком, в непрерывных боях с немецкими захватчиками на этой должности полностью себя оправдал и как боевой командир полка, несмотря на числящуюся за ним судимость, был выдвинут на должность командира 51-й стрелковой дивизии. В ноябрьской операции по разгрому группы Клейста под Ростовом, на 51-ю стрелковую дивизию была возложена ответственная задача, и тов. Филиппов Ф. Г., умело управляя дивизией, поставленную задачу выполнил». Приказом по войскам Южного фронта от 27 мая 1942 г. был назначен заместителем командующего 18-й армией по тылу. Приказом Военного совета армии от 6 сентября 1942 г. отстранен от должности «как не справившийся с работой» и зачислен в распоряжение Военного совета Закавказского фронта. С октября 1942 г. и. д. заместителя начальника штаба по ВПУ 58-й армии, с декабря служил в той же должности в штабе Северной группы войск Закавказского фронта, с января 1943 г. — в штабе Северо-Кавказского фронта. С февраля 1943 г. и. д. начальника отдела боевой подготовки Управления по формированию и укомплектованию войск Северо-Кавказского фронта. Из наградного листа (1943): «Работая в должности начальника отдела боевой подготовки отдаёт все свои силы делу поднятия боевой выучки войск. Лично генерал-майором Филипповым разработаны 3 инструкции для действий войск и программы по боевой подготовке». С декабря того же года, в связи с расформированием управления, состоял в распоряжении Главного управления кадров Народного комиссариата обороны СССР. В апреле 1944 г. он был направлен в распоряжение начальника Военной академии тыла и снабжения Красной армии им. В. М. Молотова на должность заместителя начальника кафедры оперативного искусства, с 20 ноября того же года и. д. начальника учебного отдела академии.

### Послевоенная служба
После войны продолжал служить в академии в той же должности. С 19 февраля 1948 г. был начальником научно-исследовательского отдела академии. 12 мая 1950 г. уволен в отставку по болезни. Умер 11 июля 1963 г., похоронен в г. Калинин.

## Воинские чины и звания
- Юнкер — 1913
- Подпоручик — 1914
- Полковник
- Комбриг — 17.02.1938 (приказ НКО № 357/п от 17.02.1938)
- Комбриг — 22.02.1938 (приказ НКО № 0170/п от 22.02.1938)
- Генерал-майор технических войск — 04.06.1940 (приказ НКО № 945 от 04.06.1940)

## Награды
- Орден Святого Георгия 4-й степени (ВП 05.11.1915);
- Орден Святого Станислава 3-й степени с мечами и бантом (ВП 05.12.1915);
- Орден Святой Анны 4-й степени (Аннинское оружие) с надписью за храбрость (ВП 14.10.1916);
- Орден Ленина (21.02.1945);
- Орден Красного Знамени (03.11.1944, 20.06.1949);
- Орден Красной Звезды (12.06.1943);
- Медаль «ХХ лет РККА» (1938);
- Медаль «За оборону Кавказа» (01.05.1944);
- Медаль «За победу над Германией в Великой Отечественной войне 1941—1945 гг.».[1][2]